# Mesfin Tasew Bekele
Mesfin Tasew Bekele est un homme d'affaires éthiopien, ingénieur en électricité et en communication. Il est le directeur général du groupe Ethiopian Airlines Group, depuis le 24 mars 2022.
Entre 2021 et mars 2022, Mesfin T. Bekele est le PDG d'Asky Airlines, une compagnie aérienne privée togolaise, dans laquelle le groupe Ethiopian Airlines est un partenaire stratégique, détient une participation de 40% et est le principal actionnaire.

## Biographie

### Enfance et formation
Mesfin Tasew Bekele est un ressortissant éthiopien. Il est titulaire d'un baccalauréat ès sciences en génie électrique, obtenu à l'Université d'Addis-Abeba. Son deuxième diplôme, une maîtrise ès sciences en ingénierie des communications, a également été décerné par l'Université d'Addis-Abeba. Il est également titulaire d'une maîtrise en administration des affaires, obtenue à l'Open University, au Royaume-Uni,.

### Carrière
Pendant les 11 années entre 2010 et 2021, Bekele a été directeur des opérations (COO) du groupe Ethiopian Airlines, basé au siège du groupe à Addis-Abeba. Ayant rejoint la compagnie aérienne en 1984, il a occupé divers postes, notamment dans l'ingénierie, la maintenance et la gestion des compagnies aériennes. D'autres domaines comprennent "l'approvisionnement en aéronefs, les opérations aériennes et le développement stratégique",.
En tant que PDG d'Ethiopian Airlines Group, il dirigera plus de 17 000 employés, en remplacement de Tewolde Gebremariam, l'ancien PDG, qui a pris sa retraite le 23 mars 2022 pour des raisons de santé,.

### Liens
- Site officiel d'Ethiopian Airlines